# Furio Zara
Furio Zara (Venezia, 28 dicembre 1970) è un giornalista e scrittore italiano.

## Biografia
Giornalista, scrittore, autore televisivo, scrive di sport, attualità e spettacolo. Ha lavorato vent'anni al Corriere dello Sport - Stadio, seguendo la Serie A, la Champions League, i Mondiali di calcio in Germania 2006, Sudafrica 2010 e Brasile 2014, l'Europeo di calcio del 2008 e l'Olimpiade di Londra del 2012. 
Nel 2010 ha fatto parte della Giuria del Calciobidone, ironico premio destinato al peggiori calciatore straniero del campionato. Tra gli altri, ha vinto il premio giornalistico Coni-Ussi Under 35 nel 2004, il premio Beppe Viola nel 2006 e il premio Piero Dardanello nel 2007, come miglior giornalista sportivo. È noto per aver scritto diversi libri sul calcio.

## Opere
- Dizionario del calcio italiano (Baldini & Castoldi, 2001) (con Enrico Crespi e Marco Sappino)
- Bidoni - L'incubo (Kowalski, 2006), con la prefazione di Gianni Mura
- Gamba tesa - Brutti, sporchi e cattivi: 100 figurine da salvare in corner (Rizzoli, 2008), con la prefazione di Mario Sconcerti
- Clamoroso al Dall'Ara (Minerva, 2011)
- Tutti gli uomini che hanno fatto grande l'Inter (Castelvecchi, 2010)
- 1982 - Un'estate, un mondiale, una promessa di felicità (Castelvecchi, 2012)
- Giudizi Universali - Il libro delle sfide a eliminazione diretta (Rizzoli, 2012)
- L'Abatino, il Pupone e altri fenomeni: tutto il calcio soprannome per soprannome (Rizzoli, 2014)
- Ma è successo davvero? 12 maggio 1985. Hellas Verona campione d'Italia (Ultrasport, 2015)
- Favole Mondiali (Baldini+Castoldi, 2018)
- L'ultima curva - Ayrton Senna: La malinconia del predestinato (Baldini+Castoldi, 2019)
- Le nostre notti magiche - Italia 90, il Mondiale indimenticabile (Baldini+Castoldi, 2020)
- Atlante Mourinho. Frammenti di un discorso amoroso sull'allenatore più iconico del calcio (Baldini+Castoldi, 2021)